# Prenestino-Labicano

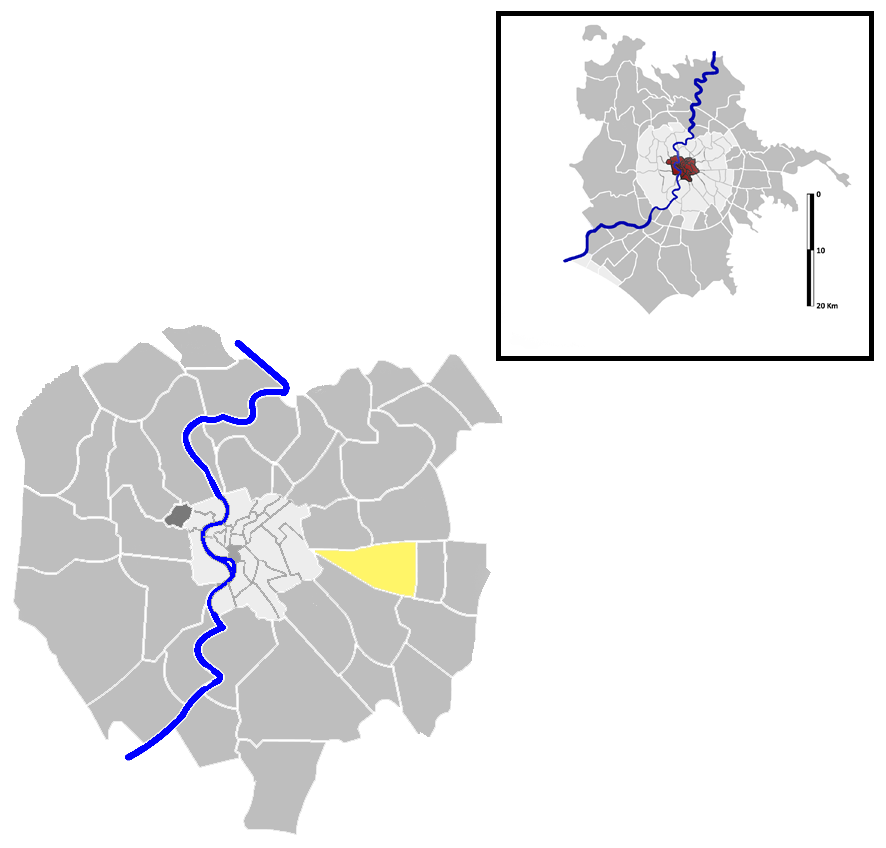
Quartiere Prenestino-Labicano

Prenestino-Labicano é o sétimo quartiere de Roma e normalmente indicado como Q. VII. Seu nome é uma referência à Via Prenestina e à antiga Via Labicana, hoje o trecho inicial da Via Casilina.

## Geografia

Brasão do Quartiere Prenestino-Labicano.

O quartiere Prenestino-Labicano fica a leste da cidade, encostado na Muralha Aureliana e tem o formato triangular com o vértice na Porta Maggiore. Suas fronteiras são:
- ao norte estão os quartieri Q. VI Tiburtino, separado pela Via Prenestina no trecho entre a Piazzale Labicano (Porta Maggiore) até o Largo Preneste, e Q. XXII Collatino, separado também pela Via Prenestina, mas no trecho entre o Largo Preneste até a Via Tor de Schiavi.
- a leste está o quartiere Q. XIX Prenestino-Centocelle, separado pela Via Tor de Schiavi no trecho entre a Via Prenestina até a Viale della Primavera e por toda extensão desta última até a Via Casilina.
- ao sul estão os quartieri Q. XXIV Don Bosco, separado pela Via Casilina, no trecho da Viale della Primavera até a Via di Centocelle, e Q. VIII Tuscolano, separado pela Via Casilina, no trecho da Via di Centocelle até a Piazzale Labicano (Porta Maggiore).
- a oeste com o rione Esquilino, separado pela Piazzale Labicano (Porta Maggiore).

## História
Prenestino-Labicano estava entre os quinze primeiros quartieri criados em 1911 e oficialmente instituídos em 1921. Na época, a leste ficava o subúrbio homônimo S. IV Prenestino-Labicano. Em 1961, por deliberação do Comissario Straordinario nº 2453 de 13 de setembro, o trecho compreendido entre a Via Tor de Schiavi/Viale della Primavera e a Viale Palmiro Togliatti foi transformado no quartiere Prenestino-Centocelle. O quartiere está subdividido em duas regiões históricas: Marranella e Pigneto.

### Brasão
A descrição oficial do brasão de Prenestino-Labicano é: Spaccato de argento e gules com cornucópia de or com frutas naturais.

## Vias e monumentos
- Largo Preneste
- Torpignattara
- Parco Archeologico di Villa Gordiani
- Parco Filippo Teoli
- Piazzale Labicano
- Via Prenestina

### Antiguidades romanas
- Água Alexandrina
- Basílica subterrânea da Porta Maior
- Catacumba dos Santos Marcelino e Pedro
- Columbário do Largo Preneste
- Mausoléu de Helena
- Porta Maggiore
- Torrione Prenestino
- Túmulo de Eurísace
- Villa Gordiani

## Edifícios

### Palácios evillas
- Villa De Sanctis
- Villa Sacchetti
- Villa Serventi
- Villa Valiani

### Outros edifícios
- Ex Pastificio Pantanella[2]
- Ex Istituto farmaceutico Serono[3]

### Igrejas
- San Barnaba
- Sant'Elena
- San Gerardo Maiella
- San Leone I
- San Luca a Via Prenestina
- Santi Marcellino e Pietro ad Duas Lauros
- Santa Maria Madre della Misericordia
- Santa Maria Mediatrice alla Borgata Gordiani
- Santissimo Sacramento a Tor de' Schiavi